# 闵浦三桥
闵浦三桥，又名昆阳路越江大桥，是黄浦江上的一座桥梁，也是上海省道223线的一部分。
闵浦三桥位于奉浦大桥上游6.8公里，松浦大桥下游6公里处，其配套路网北起北松公路昆阳路口，南至黄浦江南700米，与浦卫公路相接。大桥有上下两层，上层为双向六车道，供机动车辆通行，下层供行人、非机动车通行。
本桥于2017年1月正式开工，于2020年10月28日正式启用。

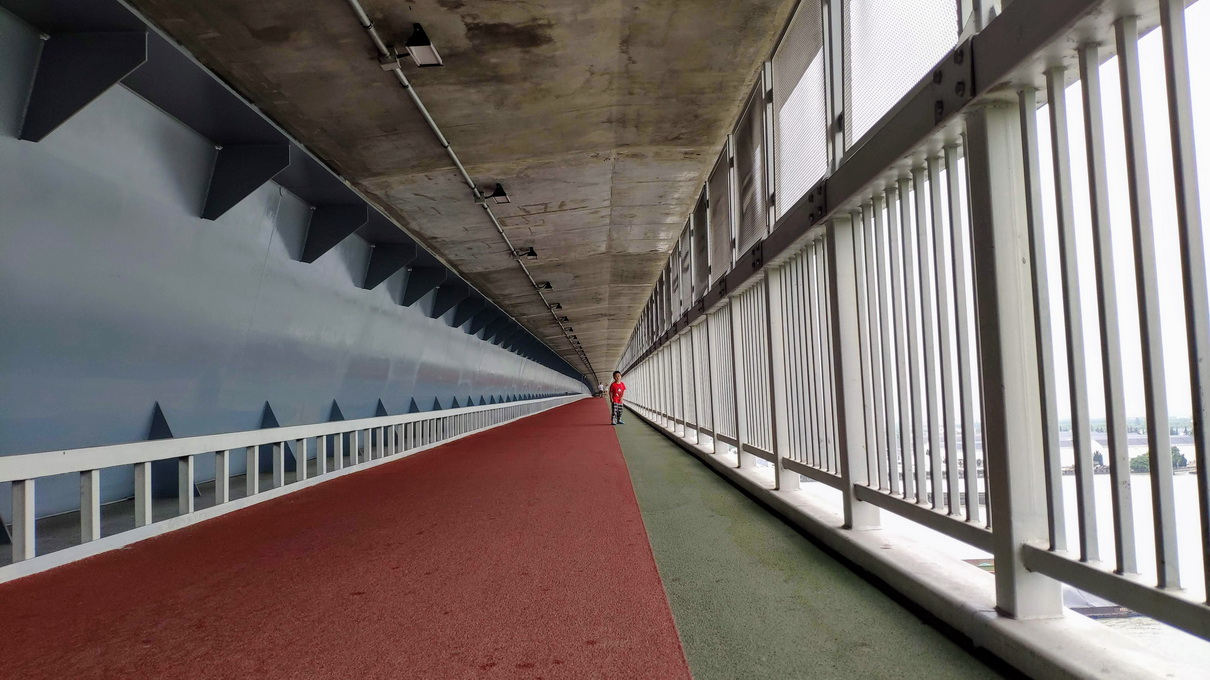
闵浦三桥下层行人、非机动车通道

### 环境评价文件
- 昆阳路越江工程及配套路网工程公告（页面存档备份，存于）
- 昆阳路越江工程（闵浦三桥）地质灾害危险性评估报告摘要[永久]